# Neoempheria lindneri
Neoempheria lindneri är en tvåvingeart som beskrevs av Edwards 1940. Neoempheria lindneri ingår i släktet Neoempheria och familjen svampmyggor. Inga underarter finns listade i Catalogue of Life.